# Gotytom Gebreslase
Gotytom Teklezgi Gebreslase, née le 15 janvier 1995, est une athlète éthiopienne spécialiste des courses de fond.

## Biographie
Gotytom Gebreslase remporte la médaille d'or du 3 000 mètres aux Championnats du monde d'athlétisme jeunesse 2011 à Villeneuve-d'Ascq.
Elle est médaillée de bronze du 5 000 mètres aux Championnats d'Afrique d'athlétisme 2012 à Porto-Novo.
Elle remporte le marathon de Berlin en 2021 dans le temps de 2 h 20 min 9 s. 
Troisième du Marathon de Tokyo en mars 2022 (en 2 h 18 min 18 s), elle remporte le 18 juillet 2022 la médaille d'or du marathon des championnats du monde à Eugene en établissant un nouveau record de la compétition en 2 h 18 min 11 s, devançant de 9 secondes seulement la Kényane Judith Jeptum Korir. Elle dispute son troisième marathon de l'année en novembre 2022, le Marathon de New York, et se classe troisième de l'épreuve (2 h 23 min 39 s).

## Palmarès
| Date | Compétition           | Lieu     | Résultat | Épreuve  | Performance     |
| ---- | --------------------- | -------- | -------- | -------- | --------------- |
| 2022 | Championnats du monde | Eugene   | 1re      | Marathon | 2 h 18 min 11 s |
| 2023 | Championnats du monde | Budapest | 2e       | Marathon | 2 h 24 min 34 s |

## Records
| Épreuve       | Performance     | Lieu   | Date             |
| ------------- | --------------- | ------ | ---------------- |
| Semi-marathon | 1 h 5 min 36 s  | Manama | 12 décembre 2021 |
| Marathon      | 2 h 18 min 11 s | Eugene | 18 juillet 2022  |